# Серджіо Баланціно
Серджіо Сільвіо Баланціно (італ. Sergio Silvio Balanzino; нар. 20 червня 1934, Болонья, Королівство Італія — 25 лютого 2018) — італійський дипломат.

## Біографія
Після закінчення юридичного факультету Римського університету він приєднався до італійської дипломатичної служби в 1958 році.
Працював послом Італії в Канаді з травня 1990 по січень 1994 року. Потім він став заступником генерального секретаря НАТО, перш ніж стати виконувачем обов'язків генерального секретаря двічі (1994, 1995).
Був одружений, мав сина.